# John Andrew Stevenson
Sir John Andrew Stevenson (Dublín, Irlanda, 1761 – 14 de setembre de 1833) fou un compositor irlandès.
Va escriure força música d'escena, simfonies i obres vocals de gran bellesa melòdica, inspirades en la lírica popular irlandesa.